# Lars Gynning
Lars Olof Gynning, född 29 juli 1920 i Karlskrona, död 29 oktober 2003 i Stockholm, var en svensk konstnär.
Gynning studerade vid Edward Berggrens Målarskola 1941–1942. Han var elev hos Otte Sköld 1943. Han studerade vid Konstfacks Lägre för teckningslärare 1943–1945, samt för Isaac Grünewald 1944–1946. Han var elev vid Académie des Beaux Arts i Paris 1946–1948 samt vid André Lhotes Académie Libre 1949.
Sedan 1946 hade han en ateljé i Montparnasse. Huset tillhörde Robert Mallet, känd kulturperson, poet, journalist och kritiker, senare rektor för Sorbonne. Lars Gynning började illustrera Mallets poem, och de tidiga tapeterna är tolkningar av berättelserna i skrifterna. I ateljén målades kartonger i full skala som skickades till Aubusson i rullar för färgning av garner och därefter provvävning för godkännande. Det blev ett livslångt samarbete mellan familjen Pinton, Manufacture Felletin, Creuse. Där vävdes 90 unika bilder och sammanlagt 200 stycken tapeter i olika format. 
I Portugal, hos Guy Fino, Portalegre blev ytterligare många vävnader utförda. 
Skisser till ryamattor knöts av Svensk Hemslöjd. Emaljarbeten gjordes på Gustafsbergs emaljverk. Järnsmiden utfördes efter Lars Gynnings skisser av Ernst "Ärtan" Söderberg. 
1964 öppnade Lars Gynning Galerie Bleue på Sturegatan 28 i Stockholm med utställningar av bland annat OP Konst, Bertini, Enrico Baj, Saura, Agam, Le Courbusier, Vasarely, Olle Baertling, Sagai, Louise Nevelson, Jim Dine, James Rosenquist, Josef Albers, Joan Miró, Axel Kniepschild, Tapiès, David Hockney, Lucio Fontana, Yves Klein, Sonia Delaunay och Hertha Hillfon. 1977 lämnade Gynning över galleriet till Sara Bonniér.
Bland hans offentliga arbeten märks en gobeläng som är 6x3 meter utförd i reliefteknik med motivet Musik och människor för Helsingborgs konserthus samt gobelänger för Idrottshuset i Kiruna och Karlskrona konserthus. Han utförde en stor gobeläng för Svenska Amerika linien M/S Kungsholm 1952. För Alfa Laval i Tumba utförde han ett järnsmide föreställande kor. Till Maritime, Strand Hotel, utförde Gynning ett järnsmide. I Handelshögskolans annex återfinns emaljarbeten. För färjan Sessanlinjen, som gick mellan Göteborg och Amsterdam, gjorde Gynning en stor gobeläng, samt ytterligare arbeten för andra färjelinjer. Personalmatsalen vid SE-bankens huvudkontor i Malmö utsmyckades med gobeläng, järmsmide och träarbeten av Gynning. Hans bildkonst består av stadsmotiv och landskap i olika tekniker och gobelänger med naturalistiska motiv från Stockholm och Madagaskar. Senare övergick han till helt abstrakta kompositioner. 
Gynning är representerad vid Nationalmuseum, Norrköpings konstmuseum, Gävle museum, Ystads konstmuseum, Kulturen i Lund, Musée de Bernadotte i Pau, Musée des Beaux Arts, Tours samt Musée d'Auch. 
Lars Gynning gifte sig 1972 med Karin Dalén, tillsammans fick de sonen Marc 1975.  
Separata utställningar:
- Galerie Moderne Stockholm, 1948.
- Norrköpings Museum, 1953.
- Ystads Museum, 1960.
- Cercle Suédois, Paris, 1961.
- Galerie Blanche, Stockholm, 1962.
- Galerie Blanche, Stockholm, 1971.
- Galerie Bleue, Stockholm, 1977.
- Monaco Fine Arts Monte-Carlo, Monaco, 1981.
- Kulturen i Lund, Retrospektiv, 1985.
- Kulturcentrum Retro, Ronneby, 1995.

Grupputställningar:
- Karlskrona Museum, 1943.
- Le Salon de Mai, Paris, 1949.
- Le Salon National Independent, Paris, 1949.
- Association American Artist, New York, 1950.
- Galerie Moderne, Stockholm, 1952.
- Galerie Blanche, Stockholm, 1952.
- Röhsska Museet, Göteborg, 1952.
- Konsthallen, Uppsala, 1952.
- Textilinstitutet Borås, 1952.
- Cercle Suédois, Paris, 1953.
- Gävle Museum, 1954.
- Vårsalongen, Stockholm, 1954.
- Örebro Konsthall, 1956.
- Hallands Museum, 1957.
- Sundsvalls Museum, 1958.
- Konsthallen, Uppsala, 1959.
- Aspect, Liljevalchs, Stockholm, 1961.
- Gävle Museum, 1962.
- Konsthallen, Uppsala, 1962.
- 1er Biennale Internationale de la Tapisserie, Lausanne, 1962.
- Svensk Form, Tre utlandssvenskar, Stockholm, 1963.
- Falu Konsthall, 1964.
- Cercle Suédois, Paris, 1964.
- Form Fantasi, Liljevalchs Konsthall, Stockholm, 1964.
- World Trade Center, New York, 1964.
- Stockholmssalongen, 1964.
- Musée Galliera, Paris, 1964.
- Franska Institutet, Stockholm, 1973.
- Musée d'Art Moderne de la Ville de Paris, 1981.
- Les Chefs d'oeuvre d'Aubusson Palais des Congres, Montreux, 1985.
- Sotheby's, Stockholm, repris på Svensk Form, Tre utlandssvenskar, 1998.
- Form och färg, Prins Eugens Waldemarsudde, Stockholm, 2017.